# George Romney

Miss Constable portréja a lisszaboni Calouste Gulbenkian Múzeumban

George Romney (1734. december 26. – 1802. november 15.) angol portréfestő.
Dalton-in-Furness-ben, Lancashire grófságban született. Eleinte apja asztalosműhelyében inaskodott, majd 1755-ben Kendalba ment, ahol festőművészetet tanult tanárától, Christopher Steele-től. Két év múlva már ismert portréfestővé vált.
1762-ben, amikor már nős volt és két gyermeke is született, Londonba költözött, és hamarosan jelentős sikereket aratott. A Wolfe tábornok halála (The Death of General Wolfe) című festménye elnyerte a Royal Society of Arts díját. Munkái az anyagi sikert is biztosították számára.
1773-tól két éven át Itáliában folytatott művészeti tanulmányokat. 1775-ben visszatért Londonba és folytatta virágzó portréfestői tevékenységét. 1782-ben megismerkedett Emma Hamiltonnal, Nagy-Britannia nápolyi nagykövetének feleségével, aki a múzsája lett – mintegy 60 képet készített róla. Sok más neves kortársát is megfestette.
1799-ben, mintegy 40 évi távollét után visszatért Kendalba családjához.